# Alcool vipérine

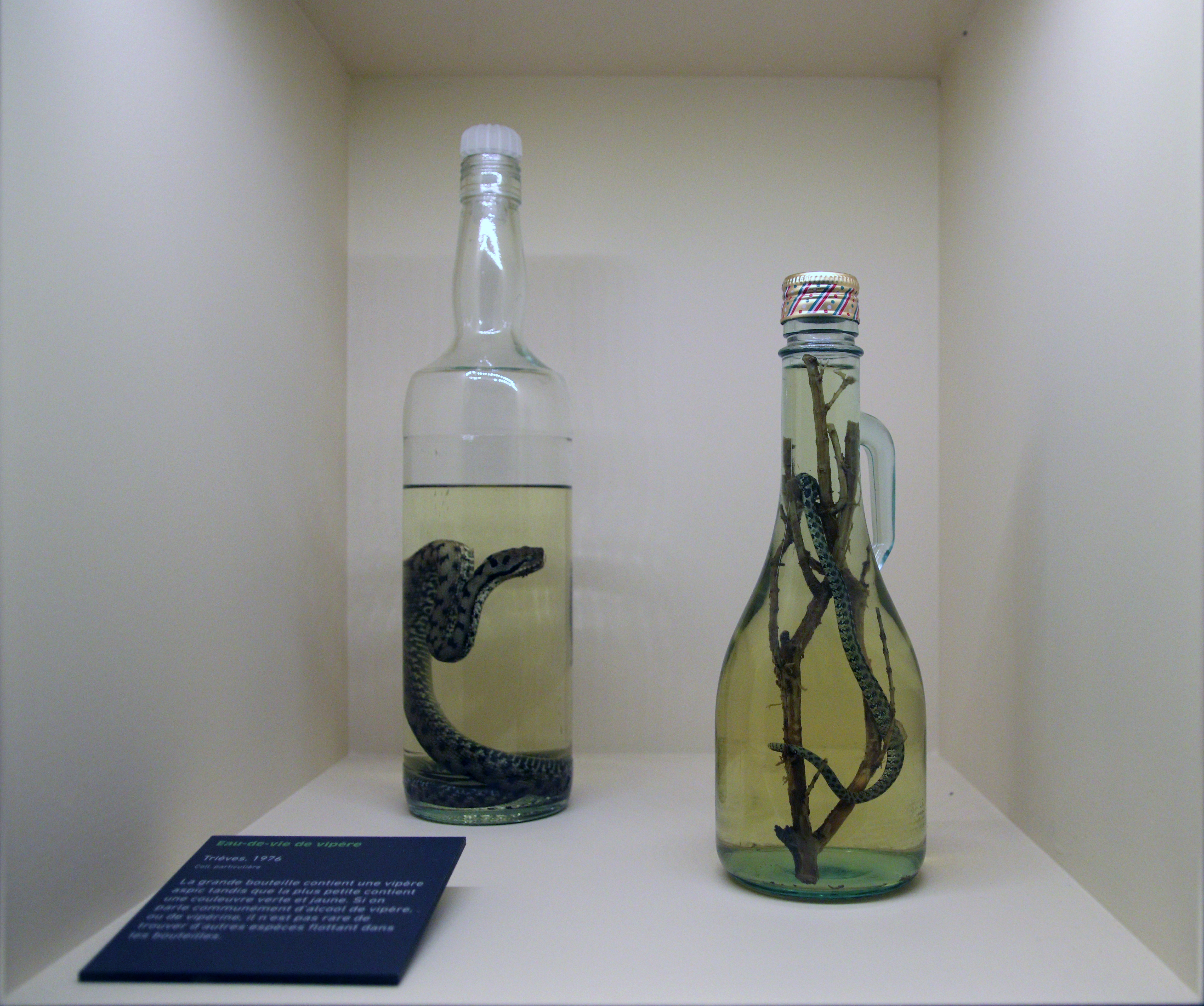
Eau-de-vie de vipère, Trièves, 1976. Coll. particulière. dans la bouteille à gauche: Vipera aspis, dans celle de droite: Hierophis viridiflavus. Exposition temporaire L'ivresse des sommets au Musée dauphinois, Grenoble.

L'alcool vipérine ou (alcool de vipère) est une liqueur des montagnes autrefois populaire pour la croyance en ses vertus médicinales.

## Histoire
Une croyance magico-religieuse celtique cultivait l'idée que la consommation de peau de vipère permettait une acquisition instantanée des connaissances médicales. 
Dans l'antiquité gréco-romaine, on supposait que le corps de la vipère contenait le contrepoison de son venin, une croyance qui est restée répandue dans de nombreuses régions françaises jusqu'au XXe siècle. Pline l'Ancien recommande de boire du vin dans lequel un lézard aurait macéré pour opérer un maléfice. Le venin était un des principaux ingrédients du thériaque d'Andromaque. Galien recommandait  du vin de vipères macérées pour guérir la lèpre. Au Moyen-âge, les vertus du venin de vipère sont étudiées et mises en valeur par Arnaud de Villeneuve et Moyse Charas. 
Cet alcool, créé dans les montagnes savoyardes, est, depuis 1979, interdit en France en raison de la création de la loi de protection des reptiles, qui interdit la capture et l’exploitation commerciale des espèces de vipères présentes sur le territoire. 

## Principe de la préparation
L'alcool de vipérine est obtenu après la mise en bouteille d'un serpent vivant (généralement une vipère ou une couleuvre) dans un flacon d'eau-de-vie. Selon les représentations populaires, l'animal ainsi noyé et victime de convulsions libère son venin qui se répand dans le liquide. Il a cependant été démontré que la vipère ne crache pas de venin au moment de convulser dans le liquide, et que son venin est détruit par les sucs gastriques de l'homme. Par ailleurs, dans certaines régions françaises, il est déconseillé de mélanger le venin à l'alcool, et le serpent  ne doit absolument pas se mordre le queue, diffuser son venin à l'intérieur de lui-même.
Selon les régions, le serpent était attrapé et directement noyé dans une bouteille d'eau-de-vie, ou d'abord lavé et voire jeûné avant de le noyer dans l'alcool. Le jeûne s'explique par les aliments possiblement impurs contenus dans l'estomac du serpent (ex: rats), et peut durer jusqu'à un mois.
Le venin de vipère peut-être macéré dans de l'huile et appliqué sur les morsures d'animaux.
Dans la croyance populaire, on introduit du lait dans une bouteille et on la laisse dans un lieu fréquenté par les vipères. La vipère entre dans la bouteille, boit le lait, gonfle et ne peut plus en sortir. On la noie ensuite avec du marc. En réalité cette croyance est infondée car les serpents ne pouvant boire du lait, ils ne sont nullement attirés par ce dernier[réf. souhaitée].

## Risques
La préparation de la vipérine, le plus souvent gouvernée par des croyances locales, peut être dangereuse. Au début du XXe siècle, l'école nationale vétérinaire de Lyon mit en évidence plusieurs cas de décès provoqués par la consommation du breuvage.

## Filmographie
- Dans le film Les Bronzés font du ski (1979) de Patrice Leconte, la liqueur de crapaud est un alcool imaginaire inspiré de la vipérine.